# Pacific Islands Forum

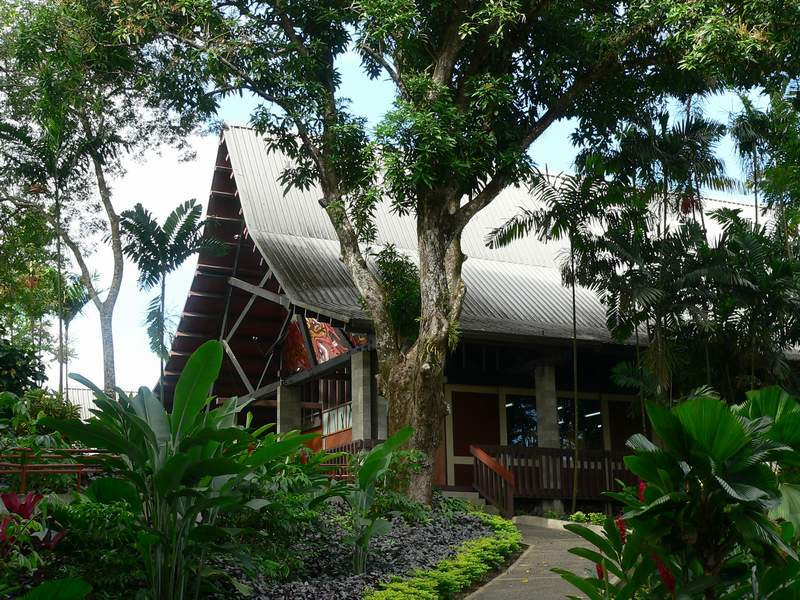
Archiv- und Bibliotheksgebäude im Komplex des Sekretariats in Suva

Das Pacific Islands Forum (PIF; deutsch Pazifisches Inselforum) ist ein Konsultativforum der Inselstaaten des Pazifiks mit dem Ziel, die Zusammenarbeit auf politischem, wirtschaftlichem und kulturellem Gebiet zu fördern.
Das Forum trat zum ersten Mal im August 1971 unter dem Namen South Pacific Forum im neuseeländischen Wellington zusammen. Gründungsmitglieder waren Australien, die Cookinseln, Fidschi, Nauru, Neuseeland, Tonga und Samoa (damals Westsamoa). Neun weitere ozeanische Staaten folgten. Auf dem 30. Forumstreffen 1999 im palauischen Koror wurde die Umbenennung in Pacific Islands Forum beschlossen, um der Ausweitung der Mitgliedschaft auf Staaten nördlich des Äquators Rechnung zu tragen.
Bedeutende Ergebnisse des Forums sind der 1985 ausgehandelte Vertrag von Rarotonga, das Aushandeln verschiedener Wirtschaftsverträge und die 2003 erfolgte Entsendung der Regional Assistance Mission to Solomon Islands. Aufgrund seiner sicherheitspolitischen Aktivitäten wie der Nichtverbreitung von Atomwaffen hat die Generalversammlung der Vereinten Nationen das Pacific Islands Forum als Regionalorganisation nach Kapitel VIII der UN-Charta anerkannt.
Bei der UN selbst ist es als Beobachter repräsentiert.
Anfang Februar 2021 haben fünf der 18 Mitglieder des Forums bekanntgegeben, den Austrittsprozess aus dem Forum einzuleiten.

## Struktur
Jedes Jahr kommen die Staats- und Regierungschefs der Forumstaaten zusammen und beraten über Fragen aus dem gesamten Spektrum politischer Themen. Diese Leaders’ Meetings bilden die höchste Beschlussinstanz des Forumsprozesses. Sie finden jährlich in einem anderen Mitgliedstaat statt und werden u. a. begleitet von Treffen der pazifischen AKP-Staaten sowie der sogenannten Smaller Islands States, einer Gruppierung der kleinen Inselstaaten innerhalb des Forums. Im Anschluss an die Leaders’ Meetings finden seit 1989 Konsultationen mit den Post-Forum Dialogue Partners statt, die einer vertieften Zusammenarbeit mit der Region dienen. Dies sind derzeit die Volksrepublik China, die Europäische Union, Frankreich, das Vereinigte Königreich, Japan, Kanada, Kuba, Malaysia, die Philippinen, Indonesien, Indien, Italien, Südkorea, Thailand, die Vereinigten Staaten, Spanien und die Türkei.
Neben den Leaders’ Meetings gehören zahlreiche weitere Treffen auf Ministerebene zum Forumsprozess. Sie sind ermächtigt, in ihren jeweiligen Ressortbereichen gemeinsame Politiken eigenverantwortlich voranzutreiben und entsprechende Entschließungen zu verfassen. Die Staats- und Regierungschefs nehmen die Ergebnisse dieser Treffen häufig nur noch zur Kenntnis, soweit sie keinen eigenen Handlungsbedarf sehen. Die Ministertreffen werden insbesondere durch weitere Treffen auf Referentenebene vorbereitet.
Administrativer Arm des Forums ist das Pacific Islands Forum Secretariat, eine – im Gegensatz zum Forum selbst – Internationale Organisation mit Sitz im fidschianischen Suva. Vorgänger des Sekretariats war ein auf dem 2. Forum 1972 im australischen Canberra gegründetes Handelsbüro. Es nahm im November 1972 seine Arbeit auf. Auf dem 4. Forum 1973 im samoanischen Apia unterzeichneten die Forumstaaten einen völkerrechtlichen Gründungsvertrag, der mit seinem Inkrafttreten die formelle rechtliche Grundlage des Büros bildete. 1991 und 2000 wurden jeweils neue Verträge geschlossen, durch die das Handelsbüro von einem South Pacific Forum Secretariat und sodann vom heutigen Pacific Islands Forum Secretariat abgelöst wurde. Soweit das Forum neue Mitglieder aufnahm, traten diese sukzessive auch dem jeweiligen Sekretariatsvertrag bei. In Einzelfällen waren sie bereits zuvor Mitglieder des Büros bzw. Sekretariats.
Das Sekretariat wird von einem Generalsekretär geleitet. Dieser wird für eine Amtszeit von drei Jahren von den Staats- und Regierungschefs des Forums gewählt und kann einmal wiedergewählt werden. Vorletzter Generalsekretär war seit Januar 2004 der Australier Greg Urwin. Nach achtmonatiger Krankheit verstarb er am 9. August 2008 in Apia im Amt. Bereits im Mai 2008 hatte er seinen Rückzug aus der Politik angekündigt und die Führung der Geschäfte seinem Stellvertreter überlassen. Anlässlich des 39. Forumstreffens 2008 in Niue wählten die Staats- und Regierungschefs des Pacific Islands Forum am 21. August 2008 den Samoaner Tuiloma Neroni Slade zum neuen Generalsekretär. Am 13. Oktober 2008 trat er sein Amt an. Auf ihrem 45. Forumstreffen wählten die Staats- und Regierungschefs am 31. Juli 2014 die Papua-Neuguinearin Meg Taylor zur Nachfolgerin Slades; sie übernahm das Amt am 4. Dezember 2014.
Das Sekretariat kümmert sich im Wesentlichen um die Koordinierung in den Bereichen:
- Entwicklung und Wirtschaftspläne
- Handel und Investitionen
- Politische, Internationale und Gesetzesangelegenheiten sowie
- Firmenbetreuung

Forum und Sekretariat sind formal unabhängig voneinander. Ein auf dem 36. Forum 2005 im papua-neuguineischen Port Moresby unterzeichneter Vertrag sieht zwar die Zusammenlegung der beiden Institutionen vor, doch steht dessen Inkrafttreten noch aus.
Bei der Welthandelsorganisation (WTO) wird das Inselforum über sein Büro in Genf ständig vertreten. Außerdem verfügt es über Handelsbüros in Auckland, Peking, Sydney und Tokio.
Auf dem 39. Forumstreffen in Niue vom 19. bis 20. August 2008 wurden auf den Verhandlungen von Port Moresby aufbauend die Themen Fischerei, Energie, Handel und ökonomische Integration, Klimawandel und Transport, Informations- und Kommunikationstechnologie, Gesundheit, Bildung und Good Governance diskutiert. Vor allem die Klimaerwärmung und der Anstieg des Meeresspiegels sind in der Pazifikregion von großer Bedeutung, sodass man die 'Niue Declaration on Climate Change' verfasste. Daneben verständigte man sich auf Unterstützung für die Salomonen und Nauru, gefolgt von Gesprächen über die radioaktive Kontamination der Marshallinseln durch US-Atomtests.

## Mitglieder
Mitglieder des Pacific Islands Forum sind alle 16 unabhängigen Staaten Ozeaniens. Die beiden französischen Besitzungen Neukaledonien und Französisch-Polynesien sind seit 2006 assoziierte Mitglieder, besitzen daher keine Stimmrechte. Im September 2011 erhielten die US-amerikanischen Außengebiete Amerikanisch-Samoa, Guam und die Nördlichen Marianen Beobachterstatus.
Nachdem der Mitgliedstaat Fidschi seit einem Putsch im Jahr 2006 von einer Militärregierung unter Frank Bainimarama kontrolliert wurde, beschlossen die anderen Mitglieder des Pacific Islands Forum auf einem Treffen am 27. Januar 2009 in Port Moresby einstimmig, von den Machthabern in Fidschi bis spätestens 1. Mai 2009 die Vorlage eines konstruktiven Plans über die zeitnahe Rückkehr des Landes zur Demokratie zu verlangen. Nachdem diese Frist unbeachtet verstrich, wurde Fidschis Mitarbeit im Forum am 2. Mai 2009 suspendiert.
Der Vorsitzende des Forums betonte dabei, dass diese Aktion nicht gegen die Einwohner von Fidschi gerichtet sei und dass das Land eines der 16 Mitglieder des Forums bleibe, die derzeitige Militärregierung jedoch von einer aktiven Teilnahme ausgeschlossen werde. Nach der Durchführung von Parlamentswahlen am 17. September 2014, die Bainimarama im Amt des Premierministers bestätigten, hob das Forum am 22. Oktober 2014 die Suspendierung Fidschis auf.
Aufgrund des Anti-Atomwaffenengagements des Forums blieb den französischen Pazifikgebieten lange Zeit eine Mitgliedschaft verwehrt. Durch verstärktes australisches Lobbying konnten Neukaledonien und Französisch-Polynesien im Jahr 2016 dem Forum beitreten.
Nach der Wahl von Henry Puna zum Generalsekretär des Forums im Februar 2021 gaben die mikronesischen Mitglieder Palau, die Föderierten Staaten von Mikronesien, die Marshallinseln, Nauru und Kiribati bekannt ihre Mitgliedschaft beenden zu wollen. Als Grund gaben die Staaten an, dass die Wahl von Henry Puna ungeschriebenen Absprachen der gleichmäßigen Berücksichtigung der Subregionen widersprechen würde.
| Vollmitglieder                          | Vollmitglieder         | Vollmitglieder                            | Vollmitglieder |
| --------------------------------------- | ---------------------- | ----------------------------------------- | -------------- |
| Australien (AU)                         | Cookinseln (CK)        | Fidschi (FJ)                              | Kiribati (KI)  |
| Französisch-Polynesien (PF)             | Marshallinseln (MH)    | Föderierte Staaten von Mikronesien (FM)   | Nauru (NR)     |
| Neukaledonien (NC)                      | Neuseeland (NZ)        | Niue (NU)                                 | Palau (PW)     |
| Papua-Neuguinea (PG)                    | Salomonen (SB)         | Samoa (WS)                                | Tonga (TO)     |
| Tuvalu (TV)                             | Vanuatu (VU)           |                                           |                |
| Assoziierte Mitglieder                  |                        |                                           |                |
| Tokelau (TK)                            | Wallis und Futuna (WF) |                                           |                |
| Beobachter                              |                        |                                           |                |
| Amerikanisch-Samoa (AS)                 | Guam (GU)              | Nördliche Marianen (MP)                   | Osttimor (TL)  |
| Vereinte Nationen                       | Weltbank               | Commonwealth Secretariat                  | AKP-Gruppe     |
| Asiatische Entwicklungsbank             | WCPFC                  | Internationale Organisation für Migration |                |
| Mitglieder und Beobachter des PIF       |                        |                                           |                |
| Abkürzungen nach ISO-3166-1-Kodierliste |                        |                                           |                |

## Generalsekretäre
Dem Amt des Generalsekretärs entspricht bis September 1988 der Posten des Leiters des Südpazifikbüros für wirtschaftliche Zusammenarbeit.
| Name                 | Zeitraum                                       | Staat           |
| -------------------- | ---------------------------------------------- | --------------- |
| Mahe Tupouniua       | November 1972–1980                             | Tonga           |
| Gabriel Gris         | 1980–1982                                      | Papua-Neuguinea |
| John Sheppard        | 1982 – Januar 1983 (kommissarisch)             | Australien      |
| Mahe Tupouniua       | Januar 1983 – Januar 1986                      | Tonga           |
| Henry Naisali        | Januar 1986 – September 1988                   | Tuvalu          |
| Name                 | Zeitraum                                       | Staat           |
| Henry Naisali        | September 1988 – Januar 1992                   | Tuvalu          |
| Ieremia Tabai        | Januar 1992 – Januar 1998                      | Kiribati        |
| Noel Levi            | Februar 1998 – 16. Mai 2004                    | Papua-Neuguinea |
| Greg Urwin           | 16. Mai 2004 – 2. Mai 2008                     | Australien      |
| Feleti Teo           | 2. Mai 2008 – 13. Oktober 2008 (kommissarisch) | Tuvalu          |
| Tuiloma Neroni Slade | 13. Oktober 2008 – 4. Dezember 2014            | Samoa           |
| Meg Taylor           | 4. Dezember 2014 – 24. Mai 2021                | Papua-Neuguinea |
| Henry Puna           | 24. Mai 2021 – 3. Juni 2024                    | Cookinseln      |
| Baron Waqa           | seit 3. Juni 2024                              | Nauru           |

## Forumstreffen
Neben den jährlichen ordentlichen Forumstreffen finden nach Bedarf auch außerordentliche Treffen statt, die jedoch nicht in der offiziellen Zählung mit inbegriffen sind.
| Forum     | Jahr | Staat                              | Stadt        |
| --------- | ---- | ---------------------------------- | ------------ |
| 1. Forum  | 1971 | Neuseeland                         | Wellington   |
| 2. Forum  | 1972 | Australien                         | Canberra     |
| 3. Forum  | 1972 | Fidschi                            | Suva         |
| 4. Forum  | 1973 | Samoa                              | Apia         |
| 5. Forum  | 1974 | Cookinseln                         | Rarotonga    |
| 6. Forum  | 1975 | Tonga                              | Nukuʻalofa   |
| 7. Forum  | 1976 | Nauru                              | Aiwo         |
| 8. Forum  | 1977 | Papua-Neuguinea                    | Port Moresby |
| 9. Forum  | 1978 | Niue                               | Alofi        |
| 10. Forum | 1979 | Salomonen                          | Honiara      |
| 11. Forum | 1980 | Kiribati                           | Tarawa       |
| 12. Forum | 1981 | Vanuatu                            | Port Vila    |
| 13. Forum | 1982 | Neuseeland                         | Rotorua      |
| 14. Forum | 1983 | Australien                         | Canberra     |
| 15. Forum | 1984 | Tuvalu                             | Funafuti     |
| 16. Forum | 1985 | Cookinseln                         | Rarotonga    |
| 17. Forum | 1986 | Fidschi                            | Suva         |
| 18. Forum | 1987 | Samoa                              | Apia         |
| 19. Forum | 1988 | Tonga                              | Nukuʻalofa   |
| 20. Forum | 1989 | Kiribati                           | Tarawa       |
| 21. Forum | 1990 | Vanuatu                            | Port Vila    |
| 22. Forum | 1991 | Föderierte Staaten von Mikronesien | Palikir      |
| 23. Forum | 1992 | Salomonen                          | Honiara      |
| 24. Forum | 1993 | Nauru                              | Aiwo         |
| 25. Forum | 1994 | Australien                         | Brisbane     |
| 26. Forum | 1995 | Papua-Neuguinea                    | Madang       |
| 27. Forum | 1996 | Marshallinseln                     | Majuro       |
| 28. Forum | 1997 | Cookinseln                         | Rarotonga    |
| 29. Forum | 1998 | Föderierte Staaten von Mikronesien | Palikir      |
| 30. Forum | 1999 | Palau                              | Koror        |
| 31. Forum | 2000 | Kiribati                           | Tarawa       |
| 32. Forum | 2001 | Nauru                              | Aiwo         |
| 33. Forum | 2002 | Fidschi                            | Suva         |
| 34. Forum | 2003 | Neuseeland                         | Auckland     |
| 35. Forum | 2004 | Samoa                              | Apia         |
| 36. Forum | 2005 | Papua-Neuguinea                    | Madang       |
| 37. Forum | 2006 | Fidschi                            | Nadi         |
| 38. Forum | 2007 | Tonga                              | Nukuʻalofa   |
| 39. Forum | 2008 | Niue                               | Alofi        |
| 40. Forum | 2009 | Australien                         | Cairns       |
| 41. Forum | 2010 | Vanuatu                            | Port Vila    |
| 42. Forum | 2011 | Neuseeland                         | Auckland     |
| 43. Forum | 2012 | Cookinseln                         | Rarotonga    |
| 44. Forum | 2013 | Marshallinseln                     | Majuro       |
| 45. Forum | 2014 | Palau                              | Koror        |
| 46. Forum | 2015 | Papua-Neuguinea                    | Port Moresby |
| 47. Forum | 2016 | Föderierte Staaten von Mikronesien | Palikir      |
| 48. Forum | 2017 | Samoa                              | Apia         |
| 49. Forum | 2018 | Nauru                              | Yaren        |
| 50. Forum | 2019 | Tuvalu                             | Funafuti     |
| 51. Forum | 2021 | Vanuatu                            |              |
| 52. Forum | 2023 | Cookinseln                         | Avarua       |
| 53. Forum | 2024 | Tonga                              | Nukuʻalofa   |